# Массовые протесты в США (2025)
5 апреля 2025 года в США начались масштабные протесты, вызванные недовольством внутренней и внешней политикой Дональда Трампа. Это были самые масштабные акции протеста после второй инаугурации Трампа и его победы на президентских выборах. Демонстрации прошли более чем в 1400 городах во всех 50 штатах.. По словам организаторов, в протестах приняли участие более 150 групп, включая профсоюзных и демократических активистов, а также представителей ЛГБТ-сообщества, защитников гражданских прав и женщин..
Протесты прошли под лозунгом — «Руки прочь!» (англ. «Hands off!»). Самая крупная акция состоялась в Вашингтоне, где в ней участвовало около 20 тыс. человек. В связи с происходящими демонстрациями процент поддержки Трампа снизился до 43 %.
Также за пределами США прошли массовые протесты: в Канаде, Мексике и некоторых европейских странах тысячи людей выражали недовольство текущей политики США. Согласно информации от Indivisible, одной из организаций, которые стоят за движением «Руки прочь!», количество людей, только зарегистрировавшихся для участия в протестах, достигло 600 тыс. человек.
Одним из самых активных участников этих демонстраций является Джейми Раскин, член Палаты представителей США от Демократической партии.
Бывший президент Барак Обама стал одним из тех политиков, которые призывают американцев противостоять политике Трампа.

## Хронология
Протесты были организованы и возглавлены широкой коалицией национальных организаций, включая организации по защите гражданских прав, ветеранов, женщин, профсоюзы и сторонников ЛГБТ. Эти протесты стали ответом на многочисленные действия администрации, которые вызывали беспокойство у многих граждан.
К числу таких действий относятся глобальные тарифы, ставшие причиной экономических трудностей, значительные сокращения государственных учреждений и федеральной рабочей силы, а также вопросы, касающиеся честных выборов, прав трансгендеров, социального обеспечения и прав на аборты.. 
Организаторы сформировали три основных требования: 
- прекратить захват власти миллиардерами и борьбу с коррупцией в администрации Трампа;
- остановить сокращение федеральных средств, выделяемых на программы Medicaid, Social Security и другие важные для работающих людей программы;
- прекратить нападки на иммигрантов, трансгендеров и другие меньшинства.[2].

### 5 апреля
В США начались масштабные акции протеста против Дональда Трампа и Илона Маска. Демонстранты выходят на улицы под лозунгом «Hands off!» («Руки прочь!») и направляются к зданиям законодательных собраний штатов, федеральных учреждений, офисов конгрессменов и т. д. 
Участники протестов выдвигают требования, направленные на защиту демократии, свободы слова и прав человека. Среди их требований: сохранение финансирования программ Medicaid и Social Security, а также прекращение нападок на иммигрантов и представителей ЛГБТ-сообщества.

### 6 апреля
Конгрессмен-демократ Эл Грин выступил с инициативой начать процедуру импичмента Трампу. По его мнению, Трамп не соответствует должности президента.

Нам нужен Сенат, который осудит его на этот раз, и я хочу, чтобы вы знали от всего сердца, от всего сердца, что я понимаю, что он Голиаф. Он контролирует Республиканскую партию. Но, друзья мои, для каждого Голиафа есть Давид, — сказал конгрессмен.

### 19 апреля
В разных городах и штатах протестные акции. Митинги состоялись в Лос-Анджелес, Чикаго, Детройт, Нью-Йорк, Флорида и т.д. Их причина остаётся неизменной — недовольство действиями администрации Трампа.  